# Puchar Polski (volleyboll, damer)
Puchar Polski är en cupturnering i volleyboll för damer i Polen. Turneringen har, med flera avbrott, anordnats sedan 1932. Dess namn har av politiska skäl och på grund av sponsring varierat. Tävlingen arrangeras av Polski Związek Piłki Siatkowej och Polska Liga Siatkówki.

## Resultat per år
| Upplaga                 | Upplaga                 | Podium                        | Podium        | Podium                        |              |
| Säsong                  | Spelplats för finalen   | Mästare                       | Matchresultat | Finalist                      |              |
| ----------------------- | ----------------------- | ----------------------------- | ------------- | ----------------------------- | ------------ |
| 1932 mer information    | -                       | AZS Warszawa                  | -             | HKS Łódź                      |              |
| 1933 mer information    | -                       | AZS Warszawa                  | -             | AZS Lwów                      |              |
| 1934 mer information    | -                       | AZS Warszawa                  | -             | HKS Łódź                      |              |
| 1935 mer information    | -                       | AZS Warszawa                  | -             | AZS Lwów                      |              |
| 1936 mer information    | -                       | AZS Warszawa                  | -             | KPW Olsza Kraków              |              |
| 1937-49                 | -                       | Ej genomförd                  | Ej genomförd  | Ej genomförd                  | Ej genomförd |
| 1950 mer information    | -                       | Spójnia Warszawa              | -             | HKS Łódź                      |              |
| 1951 mer information    | -                       | Spójnia Warszawa              | -             | HKS Łódź                      |              |
| 1952 mer information    | -                       | Gedania Gdańsk                | -             | HKS Łódź                      |              |
| 1953 mer information    | -                       | Gedania Gdańsk                | -             | Spójnia Warszawa              |              |
| 1953–54 mer information | -                       | Gedania Gdańsk                | -             | Spójnia Warszawa              |              |
| 1954 mer information    | -                       | Gedania Gdańsk                | -             | Spójnia Warszawa              |              |
| 1955–59                 | -                       | Ej genomförd                  | Ej genomförd  | Ej genomförd                  | Ej genomförd |
| 1959–60 mer information | -                       | TS Wisła Kraków               | -             | KK Start Gdynia SA            |              |
| 1960–61 mer information | -                       | TS Wisła Kraków               | -             | Gwardia Wrocław               |              |
| 1962–69                 | -                       | Ej genomförd                  | Ej genomförd  | Ej genomförd                  | Ej genomförd |
| 1969–70 mer information | -                       | SKS Start Łódź                | -             | AZS Warszawa                  |              |
| 1970–71 mer information | -                       | SKS Start Łódź                | -             | GKS Płomień Milowice          |              |
| 1971–72 mer information | -                       | SKS Start Łódź                | -             | AZS Warszawa                  |              |
| 1972–73 mer information | -                       | KS Kolejarz 24 Katowice       | -             | GKS Płomień Milowice          |              |
| 1973–74 mer information | -                       | SKS Start Łódź                | -             | KS Kolejarz 24 Katowice       |              |
| 1974–75 mer information | -                       | MLKS Zawisza Sulechów         | -             | SKS Start Łódź                |              |
| 1975–76 mer information | -                       | ŁKS Łódź                      | -             | TSSPS ANSER Siarka Tarnobrzeg |              |
| 1976–77 mer information | -                       | KS Kolejarz 24 Katowice       | -             | BKS Stal Bielsko-Biała        |              |
| 1977–78 mer information | -                       | SKS Start Łódź                | -             | KS Kolejarz 24 Katowice       |              |
| 1978–79 mer information | -                       | BKS Stal Bielsko-Biała        | -             | SKS Start Łódź                |              |
| 1979–80                 | -                       | Ej genomförd                  | Ej genomförd  | Ej genomförd                  | Ej genomförd |
| 1980–81 mer information | -                       | STK Czarni Słupsk             | -             | KS Kolejarz 24 Katowice       |              |
| 1981–82 mer information | -                       | ŁKS Łódź                      | -             | GKS Płomień Milowice          |              |
| 1982–83 mer information | -                       | SKS Start Łódź                | -             | STK Czarni Słupsk             |              |
| 1983–84 mer information | -                       | STK Czarni Słupsk             | -             | TS Wisła Kraków               |              |
| 1984–85 mer information | -                       | STK Czarni Słupsk             | -             | GKS Płomień Milowice          |              |
| 1985–86 mer information | -                       | ŁKS Łódź                      | -             | STK Czarni Słupsk             |              |
| 1986–87 mer information | -                       | STK Czarni Słupsk             | -             | BKS Stal Bielsko-Biała        |              |
| 1987–88 mer information | -                       | BKS Stal Bielsko-Biała        | -             | STK Czarni Słupsk             |              |
| 1988–89 mer information | -                       | BKS Stal Bielsko-Biała        | -             | GKS Płomień Milowice          |              |
| 1989–90 mer information | -                       | BKS Stal Bielsko-Biała        | -             | GKS Płomień Milowice          |              |
| 1990–91 mer information | -                       | STK Czarni Słupsk             | -             | BKS Stal Bielsko-Biała        |              |
| 1991–92 mer information | -                       | KS Pałac Bydgoszcz            | -             | STK Czarni Słupsk             |              |
| 1992–93 mer information | -                       | Chemik Police                 | -             | KS Pałac Bydgoszcz            |              |
| 1993–94 mer information | -                       | Chemik Police                 | -             | BKS Stal Bielsko-Biała        |              |
| 1994–95 mer information | -                       | Chemik Police                 | -             | BKS Stal Bielsko-Biała        |              |
| 1995–96 mer information | -                       | MKS Kalisz                    | -             | Chemik Police                 |              |
| 1996–97 mer information | -                       | Dick Black La Festa Andrychów | -             | BKS Stal Bielsko-Biała        |              |
| 1997–98 mer information | -                       | MKS Kalisz                    | -             | BKS Stal Bielsko-Biała        |              |
| 1998–99 mer information | -                       | MKS Kalisz                    | -             | Stal Mielec SA                |              |
| 1999–00 mer information | -                       | PTPS Piła                     | -             | Stal Mielec SA                |              |
| 2000–01 mer information | -                       | KS Pałac Bydgoszcz            | -             | BKS Stal Bielsko-Biała        |              |
| 2001–02 mer information | -                       | PTPS Piła                     | -             | BKS Stal Bielsko-Biała        |              |
| 2002–03 mer information | -                       | PTPS Piła                     | -             | Gwardia Wrocław               |              |
| 2003–04 mer information | -                       | BKS Stal Bielsko-Biała        | -             | Gwardia Wrocław               |              |
| 2004–05 mer information | -                       | KS Pałac Bydgoszcz            | -             | MKS Kalisz                    |              |
| 2005–06 mer information | -                       | BKS Stal Bielsko-Biała        | -             | PTPS Piła                     |              |
| 2006–07 mer information | -                       | MKS Kalisz                    | -             | BKS Stal Bielsko-Biała        |              |
| 2007–08 mer information | -                       | PTPS Piła                     | -             | MKS Kalisz                    |              |
| 2008–09 mer information | Olsztyn                 | BKS Stal Bielsko-Biała        | 3 - 0         | MKS Muszyna                   |              |
| 2009–10 mer information | Poznań                  | Budowlani Łódź                | 3 - 1         | MKS Muszyna                   |              |
| 2010–11 mer information | Inowrocław              | MKS Muszyna                   | 3 - 2         | BKS Stal Bielsko-Biała        |              |
| 2011–12 mer information | Radom                   | MKS Dąbrowa Górnicza          | 3 - 1         | Trefl Sopot                   |              |
| 2012–13 mer information | Piła                    | MKS Dąbrowa Górnicza          | 3 - 2         | Trefl Sopot                   |              |
| 2013–14 mer information | Ostrowiec Świętokrzyski | Chemik Police                 | 3 - 0         | MKS Muszyna                   |              |
| 2014–15 mer information | Kędzierzyn-Koźle        | Trefl Sopot                   | 3 - 2         | Chemik Police                 |              |
| 2015–16 mer information | Kalisz                  | Chemik Police                 | 3 - 1         | Trefl Sopot                   |              |
| 2016–17 mer information | Zielona Góra            | Chemik Police                 | 3 - 0         | Budowlani Łódź                |              |
| 2017–18 mer information | Nysa                    | Budowlani Łódź                | 3 - 0         | ŁKS Łódź                      |              |
| 2018–19 mer information | Nysa                    | Chemik Police                 | 3 - 0         | KS Developres Rzeszów         |              |
| 2019–20 mer information | Nysa                    | Chemik Police                 | 3 - 2         | KS Developres Rzeszów         |              |
| 2020–21 mer information | Nysa                    | Chemik Police                 | 3 - 1         | Budowlani Łódź                |              |
| 2021–22 mer information | Nysa                    | KS Developres Rzeszów         | 3 - 1         | LTS Legionovia Legionowo      |              |
| 2022–23 mer information | Nysa                    | Chemik Police                 | 3 - 2         | ŁKS Łódź                      |              |
| 2023–24 mer information | Nysa                    |                               |               |                               |              |

## Resultat per klubb
| Lag                           | Antal titlar | Säsonger                                                                                 |
| ----------------------------- | ------------ | ---------------------------------------------------------------------------------------- |
| Chemik Police                 | 10           | 1992-93, 1993-94, 1994-95, 2013-14, 2015-16, 2016-17, 2018-19, 2019-20, 2020-21, 2022-23 |
| BKS Stal Bielsko-Biała        | 7            | 1978-79, 1987-88, 1988-89, 1989-90, 2003-04, 2005-06, 2008-09                            |
| SKS Start Łódź                | 6            | 1969-70, 1970-71, 1971-72, 1973-74, 1977-78, 1982-83                                     |
| AZS Warszawa                  | 5            | 1932, 1933, 1934, 1935, 1936                                                             |
| STK Czarni Słupsk             | 5            | 1980-81, 1983-84, 1984-85, 1986-87, 1990-91                                              |
| Gedania Gdańsk                | 4            | 1952, 1953, 1953-54, 1954                                                                |
| MKS Kalisz                    | 4            | 1995-96, 1997-98, 1998-99, 2006-07                                                       |
| PTPS Piła                     | 4            | 1999-00, 2001-02, 2002-03, 2007-08                                                       |
| ŁKS Łódź                      | 3            | 1975-76, 1981-82, 1985-86                                                                |
| KS Pałac Bydgoszcz            | 3            | 1991-92, 2000-01, 2004-05                                                                |
| Spójnia Warszawa              | 2            | 1950, 1951                                                                               |
| TS Wisła Kraków               | 2            | 1959-60, 1960-61                                                                         |
| KS Kolejarz 24 Katowice       | 2            | 1972-73, 1976-77                                                                         |
| Budowlani Łódź                | 2            | 2009-10, 2017-18                                                                         |
| MKS Dąbrowa Górnicza          | 2            | 2011-12, 2012-13                                                                         |
| MLKS Zawisza Sulechów         | 1            | 1974-75                                                                                  |
| Dick Black La Festa Andrychów | 1            | 1996-97                                                                                  |
| MKS Muszyna                   | 1            | 2010-11                                                                                  |
| Trefl Sopot                   | 1            | 2014-15                                                                                  |
| KS Developres Rzeszów         | 1            | 2021-22                                                                                  |